# Theobald Smith
Theobald Smith, ameriški epidemiolog in patolog, * 31. julij 1859, Albany, New York, ZDA, † 10. december 1934, New York, ZDA.
Velja za prvega ameriškega medicinskega raziskovalca, ki je bil priznan tudi izven ZDA.